# Mount Tod
Mount Tod ist ein markanter Berg im ostantarktischen Enderbyland. Er ragt am Kopfende der Amundsenbucht bzw. auf der Südwestseite des Auster-Gletschers auf.
Luftaufnahmen der Australian National Antarctic Research Expeditions aus dem Jahr 1956 dienten seiner Kartierung. Das Antarctic Names Committee of Australia (ANCA) benannte ihn nach Ian Maxwell Tod (* 1927), der 1961 auf der Mawson-Station als Wetterbeobachter tätig war.